# Bothynotus modestus
Bothynotus modestus är en insektsart som först beskrevs av Wirtner 1917.  Bothynotus modestus ingår i släktet Bothynotus och familjen ängsskinnbaggar. Inga underarter finns listade i Catalogue of Life.